# Cala en Forcat
La Cala en Forcat es una cala de la isla de Menorca y concretamente al Este del municipio de Ciudadela.

## Descripción
Está situada a siete kilómetros del casco urbano. El acceso es sencillo, se puede aparcar gratuitamente. Es una playa semiurbana, muy visitada, de arena dorada, de textura intermedia y aguas tranquilas.
situada entre Cap de Banyos y ses Dobles, así como al lado de la urbanización Els Delfins y próxima a Cales Piques y Cala en Brut.